# Crescent (saint)
Crescent (ou Crescens) est un des septante disciples signalés par saint Paul. Il vécut au Ier siècle. Il est considéré, par la tradition, comme l'évangélisateur de Vienne et son premier évêque légendaire. Il a été reconnu saint par l'Église catholique (27 juin).

## Biographie

### Compagnon de Saint Paul
Crescent fait partie des quatorze personnes mentionnées dans le Deuxième épître à Timothée, auprès de l'apôtre Paul et Timothée.

« Hâte-toi de venir me rejoindre au plus vite,

car Démas m'a abandonné par amour du monde présent. Il est parti pour Thessalonique, Crescens pour la Galatie, Tite pour la Dalmatie. »

— Tim., ch. IV V.10.
Franck de Saint-Palais d'Aussac s'interroge dans un article paru en 1945 sur la localisation où aurait été envoyé Crescent, s'agit-il de la Galatie ou de la Gaule. L'auteur développe les différentes hypothèses en faveur de la Gaule. Il cite, par exemple, l'observation de Dom Henri Leclercq, extraite du Dictionnaire d’archéologie chrétienne et de liturgie (de) (1924), « Comme la preuve n'est pas faite en faveur de la Galatie, on garde le droit d'admettre que saint Paul s'est préoccupé de l'envoi d'un missionnaire aux colonies gréco-asiatiques de Marseille, Vienne et Lyon » (p. 327).

### Évêque de Vienne?
Selon le Catalogue des évêques de Vienne produit par l'évêque Adon de Vienne (799-875), dans sa Chronique, Crescens est mentionné comme disciple de Paul et premier évêque de Vienne,,. Louis Duchesne explique qu'Adon « réclame pour lui une bien autre antiquité. Soit qu'il eût déjà trouvé cette idée en circulation dans le pays , soit plutôt qu'il jugeât à propos d'antidater la fondation de son siège, comme tant d'autres l'avaient déjà fait, il identifia Crescens, le premier évêque de Vienne, avec le disciple de saint Paul mentionné dans la 2e épître à Timothée ». Il ajoute « L'apôtre dit, en effet, que Crescent est parti pour la Galatie, ce que certains auteurs anciens entendirent de la Gaule ».
Adon en déduit dans sa Chronique :

« [59-82] Quo tempore creditur Paulus ad Hispanias peruenisse, et Arelatae Trophymum, Viennae Crescentem discipulos suos praedicandum reliquisse.

C'est à cette époque, croit-on que Paul arriva en Espagne et qu'il laissa ses disciples prêcher, Trophime à Arles, Crescens à Vienne »

— Adon, Chronique, VI, col. 79,,.
Gérard Lucas considère, tout comme Duchesne auparavant, que « Adon détourne abusivement un passage de Paul (II, Tim., IV, 10) en prétendant que saint Crescens [401], après avoir évangélisé un temps les Gaulois, était retourné finir sa vie chez les Galates ; mais il n’est nullement question de Vienne dans ce passage ».
Adon écrit « Crescens [...] Viennae aliquot annos resedit ». L'archevêque Léger , dans son Livre épiscopal, nuance quelque peu en indiquant « Traditur Crescentem [...] Viennae aliquod temporis resedisse », citant une lettre au roi des Francs. Celle-ci, selon le Regeste dauphinois d'Ulysse Chevalier, est « une lettre du pape Étienne II au prince des Francs, où il mentionne Crescent comme fondateur de l'église de Vienne » (apostolorum collega),. Ce document fait partie des faux privilèges.
Selon le Martyrologe romain, il serait mort martyr à Vienne, sous le règne de Trajan, mais il n'existe pas de source venant conforter ce fait.

## Vénération
Le Martyrologe d'Adon, le mentionne le 27 juin,. La troisième recension le place « deux fois, au 27 juin et au 29 décembre, le même jour que Trophime d’Arles ». Ses reliques se seraient trouvée dans l'église Saint-Pierre de Vienne.